# Vaujours
Vaujours là một xã ở tỉnh Seine-Saint-Denis, thuộc vùng Île-de-France ở miền bắc nước Pháp.
```
==Tham khảo==
```